# ديمون لين
ديمون لين (بالإنجليزية: Damon Lynn)‏ (5 مارس 1995 بنيوآرك في الولايات المتحدة - ) هو لاعب كرة سلة أمريكي في مركز هجوم خلفي. لعب مع NJIT Highlanders men's basketball ‏.

## وصلات خارجية
- ديمون لين على موقع كلية كرة السلة في سبورتس رفرنس.كوم (الإنجليزية)
- ديمون لين على موقع ريلجم (الإنجليزية)
- ديمون لين على موقع بروبوليرز (الإنجليزية)